# 烏爾里希·拉姆
烏爾里希·讓·尤金·拉姆（1972年9月19日—）是一名法國前足球運動員，司職龍門。
在長達20年的職業生涯中，他主要效力於波爾多（14個賽季），上陣超過500場正式比賽，獲得6個大滿貫冠軍。
拉姆曾當上法國國腳四年，代表國家參加2000年歐洲國家盃及2001年洲際國家盃。

## 球會生涯
拉姆出生於南特，職業生涯始於在昂熱踢球時，並在1993-94賽季首次亮相法甲聯賽，但隨即降班法乙。兩年後，該曼恩-盧瓦爾省球會再降班至法國全國聯賽，但拉姆在接下來的賽季重返頂級聯賽，簽約法甲球會波爾多。
在他的首次上場的賽季上陣23場後，幫助他的球隊獲得聯賽排名第五並在次年進入國內聯賽盃決賽，拉姆成為波爾多無可爭議的首選門將。在拉姆幫助下球隊贏得兩次全國冠軍——相隔十年——以及另外三個聯賽盃冠軍。
2009-10賽季，波爾多簽入塞德里克·卡拉索後，37歲的拉姆成為替補球員。2011年6月，在為波爾多出戰520場比賽後，他重返法乙加盟色當。

## 國際賽生涯
1999年6月9日，拉姆在2000年歐洲國家盃預賽中首次代表法國隊在對安道爾的比賽以1-0獲勝。 隨後，他入選決賽週的大名單，國家隊贏得比賽； 在賓納·林馬國際退休後，他成為二號門將。
拉姆在2001年洲際國家盃上陣三場比賽，法國隊再次奪得冠軍。再次作為替補，他代表國家參加同樣在韓國舉行的2002年世界盃；然而，在2003年2月12日對捷克的比賽犯下錯誤後，他失去領隊積基斯·辛天尼的青睞，並且沒有再次被召回國家隊。 

## 領隊數據
最後更新：2016年5月14日
| 球隊   | 從            | 至            | 統計 | 統計 | 統計 | 統計 | 統計 | 統計 | 統計   | 統計     | 統計 |
| 球隊   | 從            | 至            | 場次 | 勝   | 和   | 負   | 入球 | 失球 | 淨勝球 | 得勝率 % |      |
| ------ | ------------- | ------------- | ---- | ---- | ---- | ---- | ---- | ---- | ------ | -------- | ---- |
| 波爾多 | 2016年3月14日 | 2016年5月27日 | 8    | 3    | 3    | 2    | 12   | 9    | +3     | 37.50    |      |
| 總計   | 總計          | 總計          | 8    | 3    | 3    | 2    | 12   | 9    | +3     | 37.50    |      |

## 榮譽
波爾多
- 法甲：1998–99及2008–09[6]
- 法國聯賽盃：2001–02、2006–07、2008–09；亞軍：1997–98、2009–10[3]
- 法國超級盃：2008及2009[7][8]；亞軍：1999[3]

法國
- 歐洲國家盃: 2000[3]
- 洲際國家盃: 2001[3]

## 備註
1. ↑  Including one match against FIFA XI team.[4]

## 外部鏈接
- Ulrich Ramé （页面存档备份，存于）於隊報（法語）
- ULRICH RAMÉ （页面存档备份，存于）於法國足球總會（法語）
- 法国足球协会上的 烏爾里希·拉姆 （法文） 存档于webarchive.org.
- 烏爾里希·拉姆在 National-Football-Teams.com 上的出场纪录
- Soccerway資料庫：烏爾里希·拉姆